# Leptofoenus rufus
Leptofoenus rufus är en stekelart som beskrevs av Lasalle och Stage 1985. Leptofoenus rufus ingår i släktet Leptofoenus och familjen puppglanssteklar. Inga underarter finns listade i Catalogue of Life.

## Bildgalleri

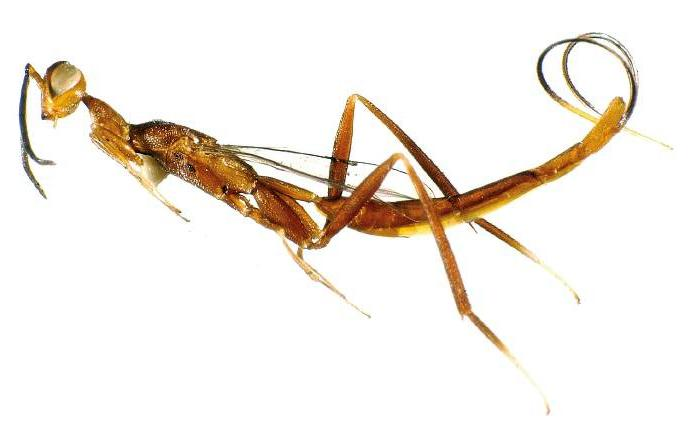